# Æthelwulf z Berkshire
Æthelwulf z Berkshire (* před 825 – 4. ledna 871) byl anglosaský šlechtic a válečník z Mercie, který se proslavil za bojů s dánskými vikingy.
Poté, co vikingové ovládli Mercii, vstoupil do služeb Wessexu. 31. prosince 870 se svými muži zaskočil a rozdrtil silný vikingský odloučený oddíl u Englefieldu, ovšem již čtyři dny poté padl ve střetu hlavních armád obou stran u Readingu, který Wessex prohrál. Pohřben byl v Northworthigu.